# أبو الجويرية العبدي
عيسى بن أوس بن عصية العبدي يعرف عمومًا بـأبو الجويرية العبدي (؟ - 738 م/ 120 هـ) شاعر عربي ومن شعراء عبد القيس في العصر الأموي من أهل القرن السابع الميلادي/ الأول الهجري. شاعر محسن متمكّن، عاش في خراسان وفي العراق والكوفة وكانت أخباره ومحاسنه في أشعار المشهورين من الشعراء. قال أكثر أشعاره وأجودها في مدح الجنيد بن عبد الرحمن بن عمرو بن الحارث بن خليفة بن سنان بن أبي حارثة المري من غطفان والي خراسان والسند، وكان الجنيد من الأجواد الممدوحين واستعمله هشام بن عبد الملك ورثاء الشاعر ممدوحه الجنيد بعد موته. دخل أبو الجويرية على خالد بن عبد الله القسري والي العراق وأراد إنشاده فحرمه العطاء. ضاع جانب من شعره. 

## سيرته
هو عيسى بن أوس بن عصية من بني عامر بن معاوية بن عبد الله بن مالك بن أنمار بن الحارث بن أنمار بن عمرو بن وديعة بن لكيز بن أفصى بن عبد القيس. 

شاعر محسن متمكّن من شعراء عبد القيس في العصر الأموي، عاش في خراسان وفي العراق والكوفة وكانت أخباره ومحاسنه في أشعار المشهورين من الشعراء. قال أبو الجريرية أكثر أشعاره وأجودها في مدح الجنيد بن عبد الرحمن بن عمرو بن الحارث بن خليفة بن سنان بن أبي حارثة المري من غطفان والي خراسان والسند وأشاد بنسبه وأخلاقه، وكان الجنيد من الأجواد الممدوحين واستعمله هشام بن عبد الملك ورثاء الشاعر ممدوحه الجنيد بعد موته، ودخل أبو الجويرية على خالد بن عبد الله القسري والي العراق وأراد إنشاده فحرمه العطاء، وفي رأي محمد سعيد المسلم أن أبا الجويرية كان من أمراء عبد القيس. ضاع جانب من شعره.

توفي أبو الجويرية سنة 120 هـ.
من شعره في كلال الإبل:
ومن شعره أيضًا: